# Mazus longipes
Mazus longipes är en tvåhjärtbladig växtart som beskrevs av Bonati. Mazus longipes ingår i släktet Mazus och familjen Mazaceae. Inga underarter finns listade i Catalogue of Life.